# HAPPY SALVAGE ハッピィサルベージ
『HAPPY SALVAGE ハッピィサルベージ』は2000年4月7日から6月23日にかけて、テレビ朝日にて金曜日26時09分から26時39分に放送された深夜テレビドラマである。全10話。全話放送終了後12月28日に年末特別ダイジェスト版も放送されている。

## 概要
本作は電撃文庫のファンタジー小説であるハッピィサルベージをドラマ化したものである。原作の主人公七海ではなく女性陣を作品の中心に据え、当時人気のあったグラビアアイドルらをメインに出演させた青春ドラマ。当時としては珍しいWebを用いての展開が大々的に行われており出演者自らが番組用のホームページ内で日記調のコンテンツを提供を行ったり、iモードを活用した番組PRに力を入れておりiモードから登場人物に電子メールを送ると、その役に扮したタレントからの返事が届く「マリナにeメール」など様々な連動企画が展開された。また、PlayStation版の発売に併せてメディアミックスの全コンテンツを集めたハッピィサルベージフェスタを飯田橋にて開催、収録のもようを写したパネル展示の他テレビドラマのイベントとしては珍しい撮影会等をおこなった。
プレイヤーは大学生の七海ワタルとして様々な女の子の協力を得ながら海底で宝探し(サルページ)をする。財宝を探すサルページパートと、女の子との会話などで信頼関係を築いていくアドベンチャーパートに分かれている。

## あらすじ
主人公の七海マリナとクラスメイトの相馬里美、吉野ミキはセント・マーチンズ女学院に通うクラスメートの水泳部に所属しているごく普通の女子高生であった。初恋の相手である3歳年上の従兄・ワタルとオーストラリアで交わした「大人になったらマリナを迎えにいく」との言葉を信じ約束の証ブルーム真珠のペンダントを胸に学院の寮で暮らしながら再会を夢見ていた。しかし10年間音沙汰のなかった父親から突然マリナの元にバレッタが届けられた日を境に周囲の状況が一変、不審な魔の手が彼女に忍び寄る。バレッタとの関連に疑念を抱きつつもドラマ「ハッピィサルベージ」のオーディションに合格したマリナたちはロケ地であるオーストラリアへと向かう。

## 出演者
- 中島礼香（七海マリナ役）
- 宮川由起子（相馬里美役）
- 伊藤絵理香（吉野ミキ役）
- 佐藤江梨子（高原あみ役）
- 乙葉（北川マイ役）
- 坂井優美（太田洋子役）
- 川村亜紀（近藤ルミ役）
- 高梨もと子（小暮冴子役）
- 坂井優美（太田洋子役）
- 宮川美香（田中エリ役）
- 林真奈美（ロシディ・スギヤマ役）
- 杉山彩子（大野純役）
- 大山健（七海ワタル役）
- 泉尚摯（いずみ尚）（司会者役）

この他役名は無いが高樹澪が「特別出演」として参加している。

## スタッフ
- 脚本：内藤典彦、瀬川由美、河崎美代子、天野裕充
- 演出：足立内仁章、鎌田義孝、中田昌宏
- 原案：大倉らいた
- イラスト：緒方剛志
- 総合プロデューサー：佐藤涼一
- プロデューサー：木下健士、小川良尚
- 企画：メディックスラボ、読売エージェンシー
- 製作著作：テレビ朝日